# 杰拉尔德·皮尔逊
杰拉尔德·皮尔逊（1905年3月31日—1987年10月25日）是一位美国工业物理学家，曾在贝尔实验室工作，其对硅整流器的研究影响了太阳能电池的发明。